# Daphne kiusiana
Daphne kiusiana är en tibastväxtart som beskrevs av Friedrich Anton Wilhelm Miquel.
Daphne kiusiana ingår i släktet tibaster, och familjen tibastväxter. Utöver nominatformen finns också underarten Daphne kiusiana atrocaulis.